# Liste der Biografien/Vip
Liste der Biografien |
Portal Biografien |
Personensuche
# |
A |
B |
C |
D |
E |
F |
G |
H |
I |
J |
K |
L |
M |
N |
O |
P |
Q |
R |
S |
T |
U |
V |
W |
X |
Y |
Z |
?
 
Va |
Ve |
Vh |
Vi |
Vj |
Vl |
Vn |
Vo |
Vr |
Vs |
Vt |
Vu |
Vy
 
Via |
Vib |
Vic |
Vid |
Vie |
Vif |
Vig |
Vih |
Vii |
Vij |
Vik |
Vil |
Vim |
Vin |
Vio |
Vip |
Viq |
Vir |
Vis |
Vit |
Viu |
Viv |
Vix |
Viy |
Viz
Die Liste der Biografien führt alle Personen auf, die in der deutschsprachigen Wikipedia einen Artikel haben. Dieses ist eine Teilliste mit 11 Einträgen von Personen, deren Namen mit den Buchstaben „Vip“ beginnt.

## Vip

### Vipe
- Viper (1959–2010), US-amerikanische Pornodarstellerin
- Vipera, Mercurius de (1436–1527), italienischer römisch-katholischer Bischof

### Viph
- Viphavanh, Phankham (* 1951), laotischer Politiker

### Vipo
- Vipotnik, Žan (* 2002), slowenischer Fußballspieler

### Vipp
- Vippach und Mark-Vippach, Heinrich Siegmund von (1712–1755), preußischer Oberst und Chef des Husarenregiments Nr. 4

### Vips
- Vips, Jüri (* 2000), estnischer Automobilrennfahrer
- Vipsania Agrippina (* 33 v. Chr.), Tochter von Marcus Vipsanius Agrippa
- Vipsanius Agrippa, Marcus († 12 v. Chr.), römischer Feldherr und Politiker, enger Vertrauter des AugustusMarcus Vipsanius Agrippa († 12 v. Chr.)

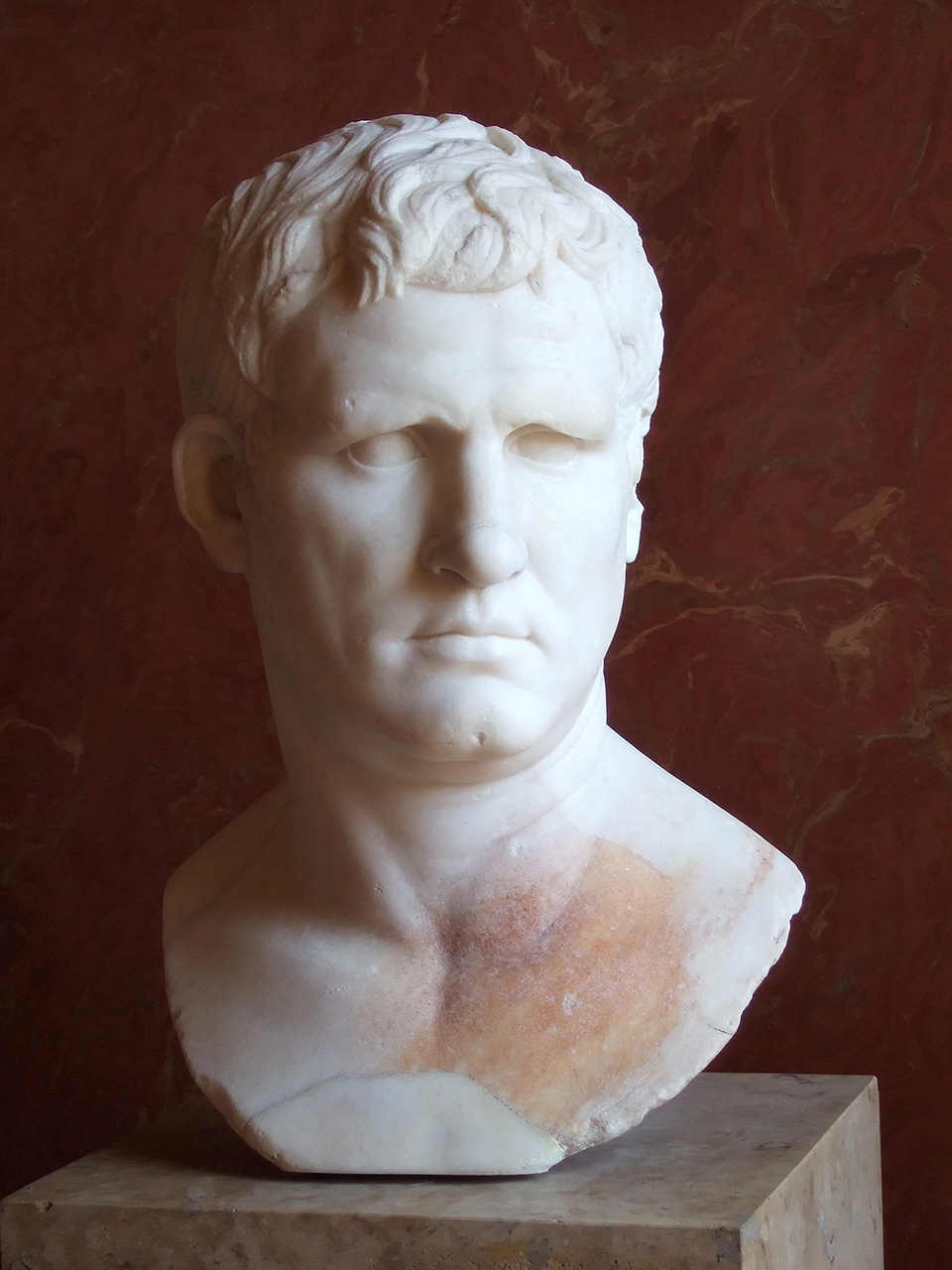
Marcus Vipsanius Agrippa († 12 v. Chr.)

- Vipstanus Apronianus, Gaius, römischer Konsul 59
- Vipstanus Gallus, Messalla, römischer Suffektkonsul 48
- Vipstanus Poplicola, Lucius, römischer Konsul 48